# Правило животных
Правило животных — подход, предложенный в начале 2000-х годов, при проведении государственной регистрации лекарственного препарата без представления результатов клинических исследований на людях на основе соответствующего руководства Агентства Министерства здравоохранения США (FDA) — Animal Rule, CFR 314, подраздел I или CFR 601, подраздел H. «Правило животных» адаптировано для регистрации профилактических и терапевтических препаратов в случае, если проведение исследований на людях невозможно по этическим или иным причинам; при этом исследуемые препараты планируется применять при опасных для жизни людей состояниях, вызванных воздействием летальных факторов биологической, химической или радиологической природы.
«Правило животных» можно применить к тем лекарственным препаратам, исследования эффективности которых не могут быть проведены из-за высокого риска возникновения потенциально летальных или необратимых последствий для здоровых добровольцев.
На основе «Правила животных» возможна регистрация вакцин, для чего важно правильный выбор экспериментальной модели заболевания на животных для обоснования эффективности и безопасности вакцины.
Предполагается, что на основе «Правила животных» могут быть зарегистрированы вакцины для профилактики сибирской язвы, чумы, туляремии, оспы, ботулизма, вирусного энцефалита, гриппа и других особо опасных инфекций.
В 2009 году были формализованы требования к экспериментальным моделям животных в рамках подхода «Правило животных»:
- Существует детальное понимание патофизиологического механизма токсичности агента для людей, а также механизма, посредством которого предлагаемый продукт (или лекарственный препарат, ред.) снижает или предотвращает неблагоприятные эффекты у людей[4].
- Профилактический или терапевтический эффект продукта продемонстрирован более чем на одном виде животных[4].
- Конечные точки исследования на животных коррелируют с повышенной выживаемостью или предотвращением значительной заболеваемости у людей в условиях летального исхода[4].
- Фармакокинетические и фармакодинамические данные для предлагаемого продукта доступны и могут быть использованы для выбора эффективной дозы для применения на людях[4].

В 2003 году «Правило животных» использовали при одобрения назначения пиридостигмина бромида для профилактики летальных последствий отравления нервно-паралитическим веществом зоман. Доказательства эффективности пиридостигмина бромида в качестве профилактики токсичности, вызванной зоманом, были получены из исследований только на животных. 2012 год ознаменовался одобрением раксибакумаба, показанного как для лечения взрослых людей и детей с ингаляционной сибирской язвой, вызванной микроорганизмом Bacillus anthracis, в сочетании с антибиотикотерапией, так и для профилактики ингаляционной формы сибирской язвы, когда альтернативные методы лечения недоступны или не подходят. В 2015 году «Правило животных» было имплементировано при одобрении FDA нового назначения адсорбированной вакцины против сибирской язвы. В 2016 году моноклональное антитело обилтоксаксимаб было одобрено FDA в соответствии с «Правилом животных» для лечения ингаляционной формы сибирской язвы. По состоянию на 2018 г известны как минимум 16 медицинских продуктов, одобренных в рамках подхода «Правило животных» для лечения таких заболеваний, как оспа, сибирская язва, ботулизм и чума.